# Dominik Etlinger
Dominik Etlinger (Zagreb, 19. veljače 1992.) je hrvatski reprezentativac u hrvanju grčko-rimskim načinom. Član je Hrvačkog kluba Lokomotiva iz Zagreba

## Sportska karijera
Dominik Etlinger hrvanjem se počeo baviti 2002. godine. Prvi trener mu je bio Damir Pekas. Trenutno ga u klubu trenira Nikola Starčević. Etligner je 3 puta bio kadetski prvak te 4 puta juniorski prvak države. Dva puta je bio seniorski prvak države grčko-rimskim stilom (2010. i 2011. godine).
Etlinger je osvojio brončano odličje u kategoriji do 72 kg na Europskom prvenstvu u hrvanju grčko-rimskim načinom u Bukureštu, gdje je u borbi za medalju svladao Armenca Hranta Kalačjana s 4-3.
Bivši europski juniorski prvak i svjetski doprvak tako je postao šestim hrvatskim reprezentativcem koji je osvojio odličje na europskom prvenstvu u seniorskoj kategoriji od osamostaljenja Hrvatske. Prije Etlingera brončane medalje osvojili su braća Nenad (2013.) i Neven Žugaj (2005.), Tonimir Sokol (2010.), Božo Starčević (2013.) i Ivan Lizatović (2017.).
Etlinger je do brončanog odličja došao preokretom, nakon što je njegov suparnik poveo s 3-1. Nešto više od minute prije kraja borbe naš je borac zaradio bod zahvaljujući javnoj opomeni koju je zaradio Kalačjan, a u nastavku je iskoristio i dominatnu poziciju za pobjedničko bacanje. U posljednjih 40 sekundi Etlinger se uspješno obranio od napada Armenca, bivšeg europskog prvaka do 23 godine, te tako osvojio svoje drugo seniorsko odličje. Naime, broncu je osvojio i 2015. godine u Bakuu, na prvom izdanju Europskih igara.
Računajući i odličja koja su kao reprezentativci Jugoslavije osvajali Milan Nenadić, Josip Čorak, Slavko Koletić i Vlado Lisjak, to je ukupno 21 odličje hrvatskih hrvača s najznačajnijih natjecanja, europskih i svjetskih prvenstava te olimpijskih igara.

## Vanjske poveznice
- Hrvatski hrvački savez: Dominik Etlinger  Arhivirana inačica izvorne stranice od 14. travnja 2019. (Wayback Machine)